# Легат (Древний Рим)
Лега́т (от лат. legatus, legare, «предписывать, назначать, делегировать») — название у римлян посланников, отправляемых к другим правительствам или народам, и их должности.

## Республика
В древнейшую эпоху право сноситься с иноземными народами принадлежало фециалам. Позднее, когда в сенат вошли и плебеи, установился обычай назначать для таких сношений особенных депутатов, рекомендованных полководцем (высшим магистратом) и утверждённых сенатом. Принятие поручения было обязательно. Иногда отдельные лица добровольно вызывались взять на себя обязанности посла. Народное собрание не вмешивалось в избрание. Особой квалификации для легата не было установлено; обыкновенно, но не всегда, назначались сенаторы. Самый знатный из выбранных легатов назывался princeps legationis. Габиниев закон (67 год до н. э.) ограничил состав легатов только сенаторами.

## Империя
В императорскую эпоху легаты провинций и легионов выбирались безусловно из сенаторов. Не мог быть легатом магистрат, находящийся на службе. Постоянных легатов было при наместнике один или три (1 при пропреторе, 3 — при проконсуле), а в исключительных случаях — по 15 и даже 25 (например, Гней Помпей по Габиниеву закону 67 года получил 15 легатов). Чрезвычайных легатов было по 2 или по 4, позднее по 3; в особо важных случаях назначалось по 5 и 10 человек. Особых инсигний у легатов не было; как сенаторы, они имели только право держать при себе ликторов. В императорское время только легаты пропреторов имели право носить фасции. Право посылать и принимать послов существовало лишь между сенатом и теми государствами и иноземными фамилиями, которые пользовались hospitium и amicitia (дружбой и союзом гостеприимства) римского народа. Компетенция легата была двоякая:
1. На их обязанности лежало быть посредниками при объявлении войны или заключении мира. Они принимали от сената грамоту, передавали её по принадлежности, приносили ответ и делали доклад об исполнении поручения (это называлось legationem renuntiare, l. referre, или просто renuntiare). При этом они не имели полной исполнительной военной власти (imperium), а только auctoritas (полномочие). От подобных депутаций надо отличать так называемые legationes liberae (вольные посольства), то есть официальные командировки по частным делам, нечто вроде отпуска. В I веке до н. э. такие командировки вызвали массу злоупотреблений и были ограничены законом Цицерона (68 год до н. э.) и Юлия Цезаря.
2. Легаты были советниками при магистрате и участвовали в его делах. Существовала (с 146 года до н. э.) коллегия из 10 легатов (decem legati), с помощью которых магистрат устраивал дела в только что покоренной стране, согласно организации, декретированной сенатом. Прикомандированные к внегородским магистратам легаты уже рано появляются в анналах военной истории. Они отличаются от постоянных военных чиновников (tribuni nulitum, praefecti sociorum, praefecti alae) тем, что их функции не были приурочены к той или другой военной должности, имели характер временный и возлагались по усмотрению главнокомандующего. В начале II века до н. э. была введена должность постоянных легатов при наместниках в заморских провинциях, позднее они появились и в самой Италии. Их назначение — составлять совет главнокомандующего (consilium). Теодор Моммзен видит в них сенаторскую коллегию, контролирующую действия магистрата. С течением времени должность легата стала доставаться лишь сенаторам или лицам близким к сенату по рождению. Военные легата в отсутствие главнокомандующего и претора замещали его (legatus pro praetore), в отсутствие квестора исполняли казначейские обязанности, а также творили суд. При Цезаре легаты командовали легионами.

Во время империи деятельность легатов сделалась шире, полноправнее и определённее. Так называемые легаты Августа пропреторы (legati Augusti pro praetore) посылались в императорские провинции и были избираемы на неопределенный срок самим императором, из числа консуляров и преториев, и притом сенаторов. На их обязанности лежало управлять провинцией, отправлять суд, в случае необходимости командовать войсками. В некоторых провинциях судебная власть была передана особому legatus iuridicus, который был подчинен легату Августа. В его же подчинении находились легионные легаты; в менее значительных провинциях последние были самостоятельными правителями. Легат Августа пропретор назывался также quinquefascalis, ибо имел право на 5 ликторов. В провинциях сенаторских, где требовался проконсул, legatus proconsulis pro praetore был его помощником. В преторских провинциях такой легат был один, в консульских — 3. Со времени Траяна центральная власть прямо вмешивалась в управление общин через посредство особых чиновников, которые назначались сперва лишь в чрезвычайных случаях и назывались legati Augusti (или quinquefascales) ad corrigendum statum civitatium liberarum. Особо от этих императорских чиновников стояли провинциальные легаты, которые, как депутаты от городов, собирались раз в год в главном городе провинции. Цель этого собрания была контролировать ведение финансовых дел, составлять бюджет культа и определять для покрытия его налоги. Оно же посылало депутации в сенат или к императору по разным делам, издавало постановления относительно сооружения памятников и т. д. Как военный чиновник, легат командовал легионом или корпусом вспомогательных войск, но со времени Галлиена эта должность была заменена префектурой (praefectus legionis). При Калигуле легионный легат в сенаторской провинции Африке сделался наместником отделенной от Африки и обращенной в императорскую провинцию Нумидии, с титулом legatus Augusti legionis III Augustae.